# Histoire des Juifs à Tomaszów Mazowiecki
L'histoire des Juifs à Tomaszów Mazowiecki commence au début du XIXe siècle. La communauté fondée en 1831 se développe grâce à l'industrie textile de filature et de tissage jusqu'à compter près de 12 000 membres à la veille de la Seconde Guerre mondiale. La communauté est complètement anéantie pendant la Shoah. Seuls 200 membres ont survécu à la guerre.
Tomaszów Mazowiecki est une ville de Pologne située au centre du pays, dans la voïvodie de Łódź. La ville est située sur les bords de la Pilica, à 50 km au sud-est de Łódź. La ville compte actuellement un peu plus de 60 000 habitants. 

## Histoire de la communauté juive de Tomaszów Mazowiecki

### DuXVIIIesiècleà laPremière Guerre mondiale
Dans les années 1820, le propriétaire de Tomaszów Mazowiecki, le comte Antoni Adam Ostrowski, invite les tisserands et entrepreneurs juifs à s'installer en ville. Jacob (Jankiel) Steinman d'Ujazd, propriétaire d'une usine de produits cotonniers est l'agent du comte en charge d'attirer des Juifs dans la région. Les premiers Juifs qui arrivent en ville gagnent leur vie comme travailleurs salariés dans les ateliers de tissage locaux; plus tard, plusieurs d'entre eux deviendront directeurs et propriétaires de différentes usines textiles.   
Parmi les entrepreneurs on peut citer Jakub Kempner, locataire d'un haut fourneau et de forges à Tomaszów. Il agrandira plus tard son usine en créant des ateliers dans les villages voisins de Gustek, Starzyce et Sangrodz. 
La communauté juive est fondée officiellement en 1831 à l'initiative du fabricant Leib Zilber. Jusque-là, les Juifs de Tomaszów dépendaient de la communauté juive de Ujazd, ville située à environ 10 km, une très ancienne communauté, où ils enterraient leurs morts. En 1832, l'administration de la ville approuve la perception de taxes par la communauté juive sur le mikvé, la Aliyah laTorah (montée à la Torah), l'abattage cacher et les cérémonies mémorielles.
Le comte fait don à la communauté d'un terrain pour y édifier un cimetière et la première personne qui y est enterrée est un Juif étranger à la ville. Lors de la construction du cimetière, est fondée une Hevra Kaddisha (Société du dernier devoir) par le Rebbe Lievke Zilber.
Au début, sous le Royaume du Congrès, il n'y a pas de quartier juif séparé malgré la pression des autorités russes, car la ville bénéficie d'un statut de propriété privée. Après la défaite de l'insurrection polonaise de 1831, le gouvernement russe de Nicolas Ier confisque les domaines du comte Ostrowski, y compris Tomaszów Mazowiecki. Antoni Ostrowski doit partir en exil en France, où il publie en 1834 "Pomysły o potrzebie reformy towarzyskiej w ogolności, a mianowiciéy co do Izraelitow w Polszcze" (Des idées sur la nécessité d'une réforme sociale en général, et notamment en ce qui concerne les Israélites en Pologne.), dans lequel il formule un plan pour l'amélioration des conditions de vie des Juifs de Pologne.  
Ce n'est qu'en 1844 que la ville devient une propriété d'État et que les Juifs sont obligés de s'installer dans des rues spécifiques. Mais la règlementation n'est pas appliquée rigoureusement. Les Juifs habitent dans les rues suivantes : Bożnicza (maintenant Bohaterów Getta Warszawskiego), Kramarska (Grunwaldzka), Handlowa (Berka Joselewicza), Rzemieślnicza (Mała), Mojżesza (Stolarska), Kupiecka (Żwirki i Wigury), Jerozolimska, Wschodnia et Polna. Au début du XXe siècle, la communauté juive possède un cimetière, une synagogue, une maison de prière, un mikvé (bain rituel), des heders (écoles élémentaires), des shtiebels (petites maisons de prière), un abattoir rituel et un hôpital. 

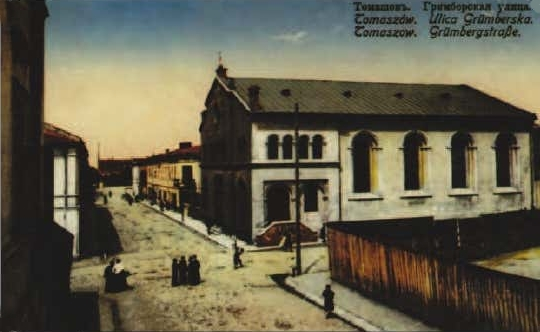
La grande synagogue

La ville se développe industriellement à partir du début des années 1850, attirant de nombreux Juifs. En 1857, on compte 1 879 Juifs représentant 37 % de la population de la ville. En 1897, leur nombre atteint 9 320, représentant 47 % de la population totale. La grande synagogue est construite entre 1864 et 1878, et en 1889 une cuisine cachère est ouverte pour pourvoir en nourriture les 120 soldats juifs servant dans l'armée impériale russe en garnison dans la ville. L'industriel et responsable communautaire A. Landsberg paye pour la construction d'un centre communautaire ainsi que pour le bâtiment de la première école secondaire juive de la ville. 
Le premier rabbin de la ville est Abraham Altschuler. Jacob Wieliczkier occupe le poste de rabbin de 1857 jusqu'à sa mort en 1888 et Hersh Aaron Israelewicz de 1890 à 1916. 
Dans les années 1880, Bornstein crée une usine de tissage employant des ouvriers juifs en leur assurant l'observance du shabbat. Les Juifs en plus d'être majoritairement employés dans l'industrie du filage et du tissage et la teinturerie, travaillent aussi dans la menuiserie et la construction; beaucoup sont des comptables ou des contremaîtres.  
En 1911, 72 entreprises textiles de la ville appartiennent à des Juifs. Parmi les principaux industriels, on trouve les frères Mosiek et Icek Steinman, propriétaires de la plus grande usine de Tomaszów ; Lewek Sylber qui dirige une usine rue Świętego Antoniego; Hilary Landsberg (1834-1898), propriétaire d'une usine rue Gustowna (maintenant Konstytucji 3 Maja), comprenant une filature, une unité de tissage mécanique, une teinturerie et un atelier de finition. Son jeune frère Aleksander Landsberg (1859-1928) reprend la direction de l'usine devenue une société par actions, à sa mort. Au début du XXe siècle, celle-ci emploie 480 ouvriers. Jakub Halpern, Ch. Rubin, Dawid Bornsztajn et Zussman Bernstein sont d'autres entrepreneurs juifs importants de Tomaszów.     
La "Fabryk SuknaH. Landsberg"

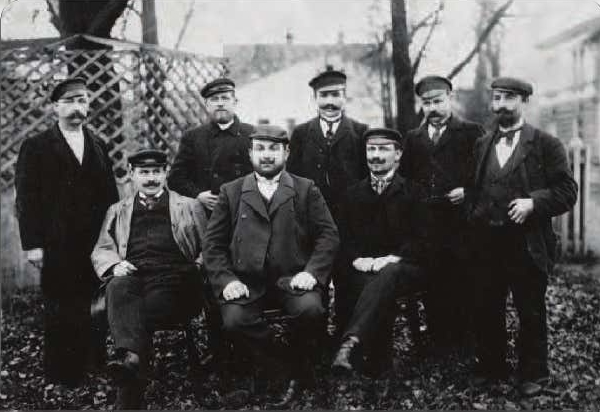
Hilary (Hilel) Landsberg, le fondateur de l'usine, assis au centre de ses maitres de fabrication.
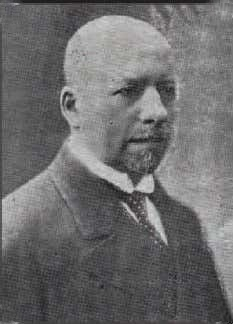
Aleksander Landsberg, qui a repris l'usine à la mort de son frère
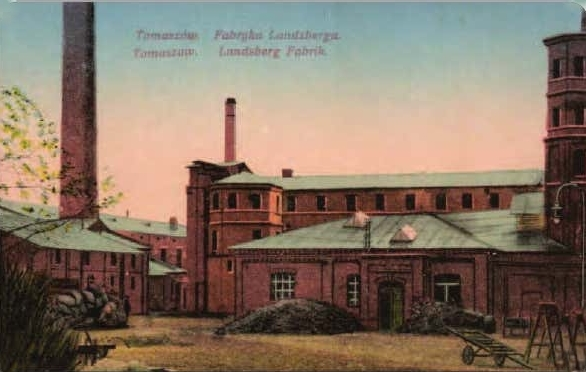
L'usine H. Landsberg

### La période de l'entre-deux-guerres
En 1921, 10 070 Juifs vivent à Tomaszów Mazowiecki , représentant 36 % de la population totale de la ville. Dix années plus tard, la communauté juive s'élève à 11 310 membres soit 30 % de la population totale.
Dans la période de l'entre-deux-guerres, de 1918 à 1939, la vie politique juive se développe à  Tomaszów. Les groupes les plus populaires sont: le KPRP (Parti des ouvriers communistes de Pologne) dirigé par Chaim Kantorowicz et Azri Shaman, le Bund (Union générale des travailleurs juifs) avec à sa tête Abram Jakubowicz, l'Organisation sioniste avec Szlama Wassermann, le Poale Zion avec Isaac Freundlich. Dans les années 1931-1936, Agoudat Israel (judaïsme orthodoxe) est le parti dominant au sein de la communauté juive de Tomaszów. Samuel ha-Levi Brot, un responsable Mizrahi occupe le poste de rabbin entre 1928 et 1936.

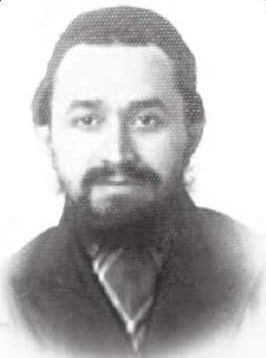
Icek Warszawski (1901–1942), professeur de religion et d'hébreu, directeur du Talmud-Torah

Presque tous les groupes politiques présents dans la ville ont leurs propres institutions éducatrices. Il y a en plus une école Talmud Torah fonctionnant sous les auspices d'Agoudat Israel, ainsi qu'une école secondaire en polonais et hébreu, trois heders, des bibliothèques, des compagnies théâtrales etc.. En dehors des groupes politiques, il existe des associations sociales et caritatives très actives à Tomaszów, comme la Chevra Kadisza, société du dernier devoir, qui s'occupe des funérailles et de l'aide aux endeuillés; la Linas ha-Cedek qui dans les années 1930 a fourni plus de 500 repas journaliers aux pauvres et a distribué des vêtements et du charbon pendant les rudes hivers; la Gemilut Chesed, association de prêt sans intérêt.  
Les employés de l'industrie textile de Tomaszów Mazowiecki ont formé des syndicats dans l'entre-deux-guerres. L'un d'eux était le Syndicat des travailleurs de l'industrie du vêtement, transformé en Syndicat de l'industrie de la couture avec parmi ses membres Jakub Bornsztajn, Jakub Sztajnbok, Szewach Berkowicz et Motel Łokięć. En plus de son activité syndicale visant à lutter pour les droits et privilèges des ouvriers, le syndicat mène également des activités éducatives et culturelles, principalement sous la forme de conférences et de lectures. Un hebdomadaire yiddish, le Tomashover Vokhenblat, parait entre 1925 et 1939.

### LaSeconde Guerre mondialeet laShoah

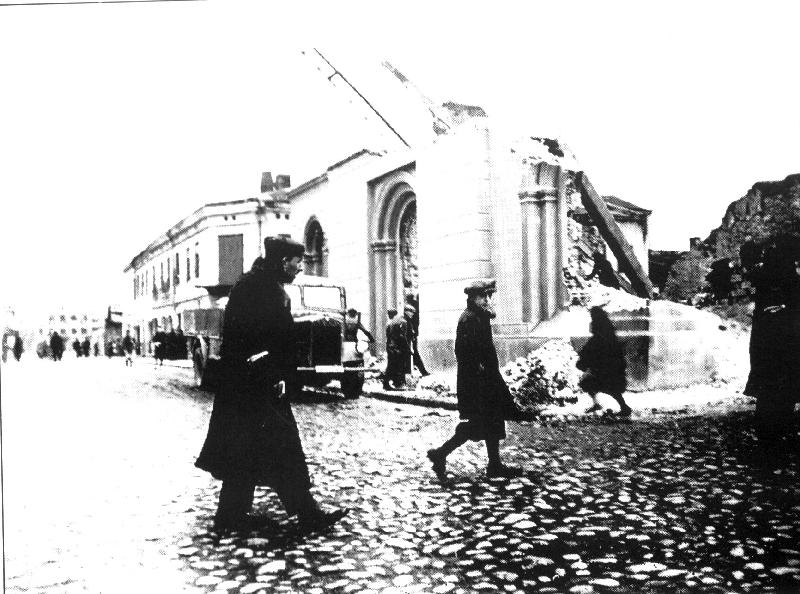
La grande synagogue détruite en 1939 par les Allemands

Au déclenchement de la Seconde Guerre mondiale, Tomaszów compte environ 13 000 Juifs. L'armée allemande entre dans la ville le 7 septembre 1939, suivie par l'Einsatzgruppe III dont les membres vont immédiatement commettre des atrocités sur la population de la ville et principalement sur les Juifs. La grande synagogue est incendiée le 16 octobre 1939 et les deux autres synagogues le 7 et 14 novembre. Le 13 septembre les Allemands arrêtent environ 1 000 habitants de Tomaszów, dont 300 Juifs. 90 d'entre eux sont envoyés au camp de concentration de Buchenwald. Seuls 13 survivront à la Shoah. Les Polonais arrêtés seront libérés dans les jours qui suivent.

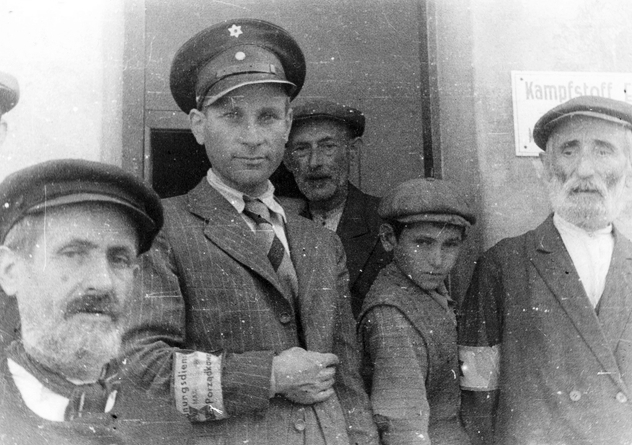
La police juive du ghetto.

Un Judenrat est établi par les Allemands afin de contrôler la population juive. Baruch Szoeps devient le président du Judenrat et Józef Goldberg le chef de la police juive. Dans la seconde moitié de 1941, Szoeps est arrêté par la Gestapo et torturé à mort. Il est remplacé par son adjoint Lejbusz Warsager.

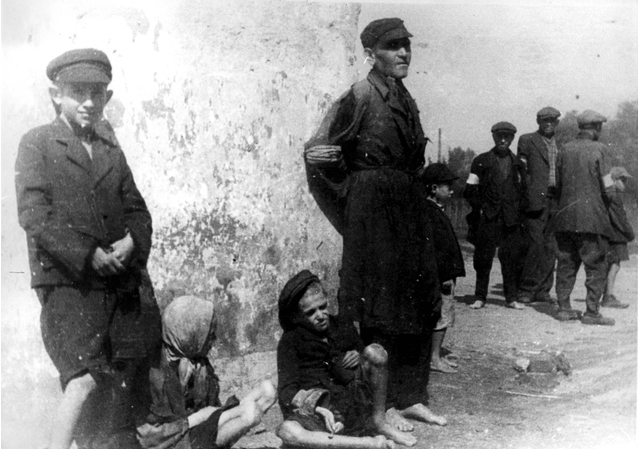
La famine dans le ghetto

En décembre 1940, les Allemands mettent en place un ghetto où sont enfermés 16 500 Juifs. Au début le ghetto n'est pas clôturé ce qui permet certains contacts entre les Juifs et les Polonais, mais celui-ci est fermé en décembre 1941, empêchant alors tout contact avec l'extérieur. Les conditions de vie dans le ghetto sont abominables. La faim, le manque d'hygiène entrainant des épidémies de typhus déciment la population. Le Judenrat ouvre une cantine distribuant des repas, mais les 1 500 repas distribués chaque jour sont insuffisants pour nourrir toute la population du ghetto. 
Les enfants vivant dans le ghetto reçoivent une éducation donnée entre autres par le Dr Bornstein qui s'est porté volontaire comme enseignant. Un hôpital est installé qui comporte 60 lits, dirigé par le Dr Efraim Mordkowicz de Łódź. Malgré le manque de médicaments et de vaccins et le très faible nombre de lits, le Dr Mordkowicz s'efforce de contenir les épidémies qui ravagent le ghetto. Le docteur sera assassiné avec ses patients en février 1943. 

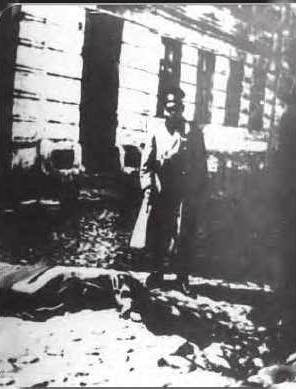
Un policier allemand au-dessus du corps d'un jeune Juif abattu

Les Allemands sont sans pitié pour les personnes, principalement des enfants, se glissant à l'extérieur du ghetto à la recherche de nourriture. S'ils se font arrêter, ils sont fusillés sur place et leur corps enterré dans une fosse commune dans le cimetière juif,

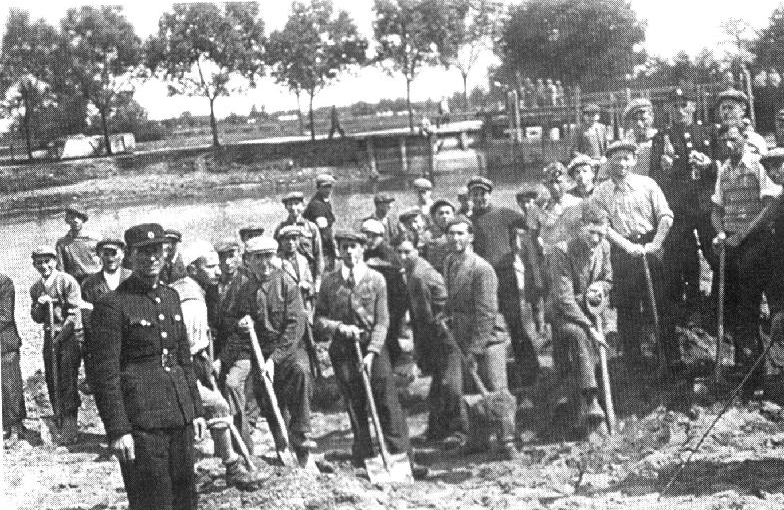
Juifs employés au travail forcé sur les rives de la rivière Wolborka

En 1941, un groupe de Juifs de Tomaszów est envoyé dans un camp de travail forcé à Bliżyn près de Skarżysko-Kamienna et à Pionki. De fréquentes actions des Allemands visant la liquidation des Juifs vivant dans le ghetto sont organisées selon un plan préparé. En avril 1942, des militants politiques juifs sont arrêtés et tués, début mai, c'est le tour des boulangers et des bouchers. Les actions suivantes sont dirigées contre l'intelligentsia juive : médecins, enseignants, avocats, etc. De fréquentes exécutions de Juifs ont lieu dans le cimetière juif local, où des fosses communes ont été creusées en attendant les victimes. Le village voisin de Węgrzynowice, à 25 km au nord de Tomaszów, devient un des sites d'exécutions massives de Juifs hongrois. La liquidation définitive du ghetto de Tomaszów Mazowiecki a lieu du 31 octobre au 2 novembre 1942. Les Allemands déportent par train près de 15 000 Juifs du ghetto vers le camp d'extermination de Treblinka,. Au cours de cette opération, de nombreuses personnes sont tuées sur place. Officiellement, le ghetto cesse d'exister le 4 décembre 1942.
Les quelque 920 Juifs restants sont employés dans le camp de travail forcé local. En mai et septembre 1943, les derniers Juifs de Tomaszów sont déportés au camp de travail forcé près de Starachowice. Le camp est liquidé en 1944, et tous les détenus sont envoyés au camp d'extermination d'Auschwitz. 
Seuls 200 membres de la communauté juive de Tomaszów survivent à la Shoah, mais seulement cinq décident de retourner s'installer à Tomaszów après la guerre.

## Personnalités juives nées à Tomaszów Mazowiecki
- Bronia Baum (1896-1947), écrivaine en yiddish et hébreu, journaliste et activiste sociale en Palestine mandataire
- Maria Dąbrowska-Majewska (1956- ), militante sociale polonaise, éducatrice, réhabilitatrice sociale, organisatrice des bibliothèques de quartier
- Moszek Dłużnowski (1903-1977), journaliste, dramaturge, écrivain yiddish américain, éditeur du journal Tomaszower Wokhenblat
- Aleksander Drożdżyński (1925-1981), journaliste, publiciste, écrivain et satiriste polonais
- Symcha Flapan (1911-1987), historien, journaliste, chroniqueur, écrivain et activiste politique israélien, secrétaire général du parti Mapam,
- Tusia Fuks (1925-1943), militante du mouvement de jeunesse Akiva, membre de l'organisation Frajhajt, abattue par les nazis.
- Nathan Grinbaum (1916-2011), philologue russe
- Ignacy Hirszfang (1892-1943), peintre et illustrateur, assassiné à Auschwitz
- Marceli Landsberg (1890-1951), médecin spécialiste des maladies internes et infectieuses, professeur à l'université de médecine de Łódź, rescapé de la Shoah.
- Motel Łokieć (1897-1942), tailleur, communiste et militant actif du Syndicat des travailleurs de l'industrie du vêtement, assassiné à Auschwitz
- Józef Łokietek (1890-1941), chimiste, pharmacien, syndicaliste et militant politique au sein du PPS et de l'organisation de combat du PPS.
- Maryla Marchewianka (1897-1939), docteur en botanique, spécialiste en phycologie, abattue par les nazis
- Emanuel Mink (1910-2008), charpentier, militant communiste polonais, participe à la guerre civile espagnole et au mouvement de résistance français pendant la Seconde Guerre mondiale.
- Henryk Piasecki (1905-2003), haut fonctionnaire de l'appareil de sécurité de la république populaire de Pologne, puis journaliste et historien.
- Halina Rubinek (1924-1943), militante du mouvement Akiva, participante à l'éducation secrète dans le ghetto de Tomaszów, membre de l'organisation de combat Frajhajt, assassinée à Auschwitz
- Michael Sela (1924- ), immunologiste israélien
- Henryk Steinman (1900-1924), militant polonais indépendantiste, participe à la guerre polono-bolchevique, poète, journaliste, rédacteur en chef du magazine Kurier Tomaszowski, meurt à 24 ans d'une chute de cheval
- Feiga Talman (1914-1944), soldate de l'Organisation juive de combat, participe au soulèvement du ghetto de Varsovie. Morte au combat.
- Jennings Tofel (1891-1959), peintre américain, illustrateur de livres, poète, essayiste, théoricien de l'art et critique, fondateur du Jewish Art Center à New York
- Ber Warzager (1912-1988), peintre expressionniste, affichiste, prisonnier du camp de concentration de Buchenwald, directeur du musée d'art contemporain de Haïfa

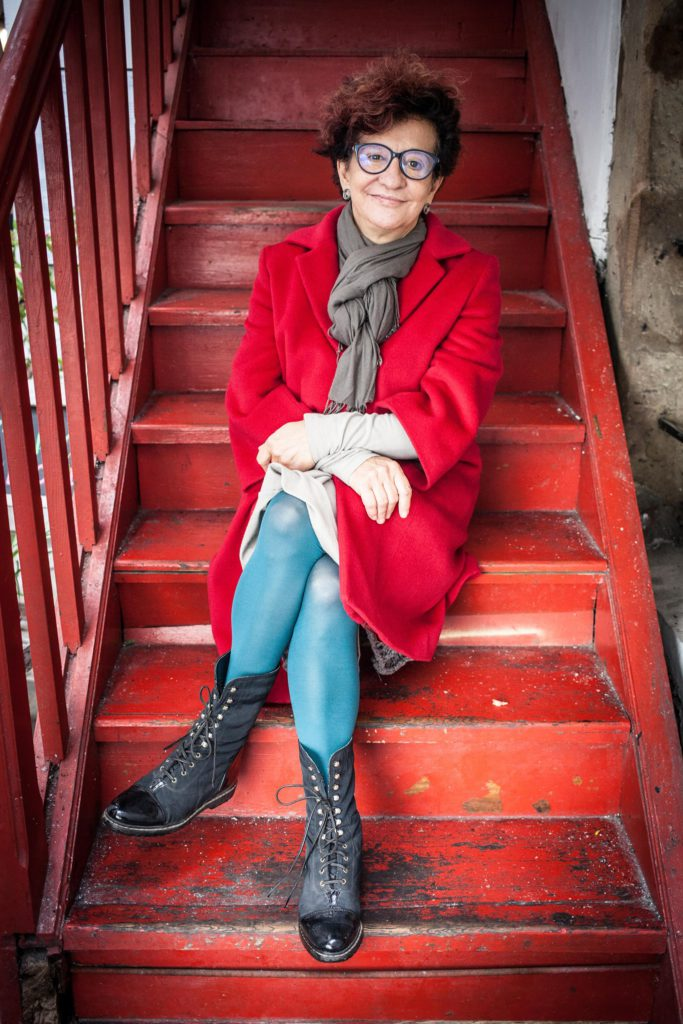
Maryla Marchewianka
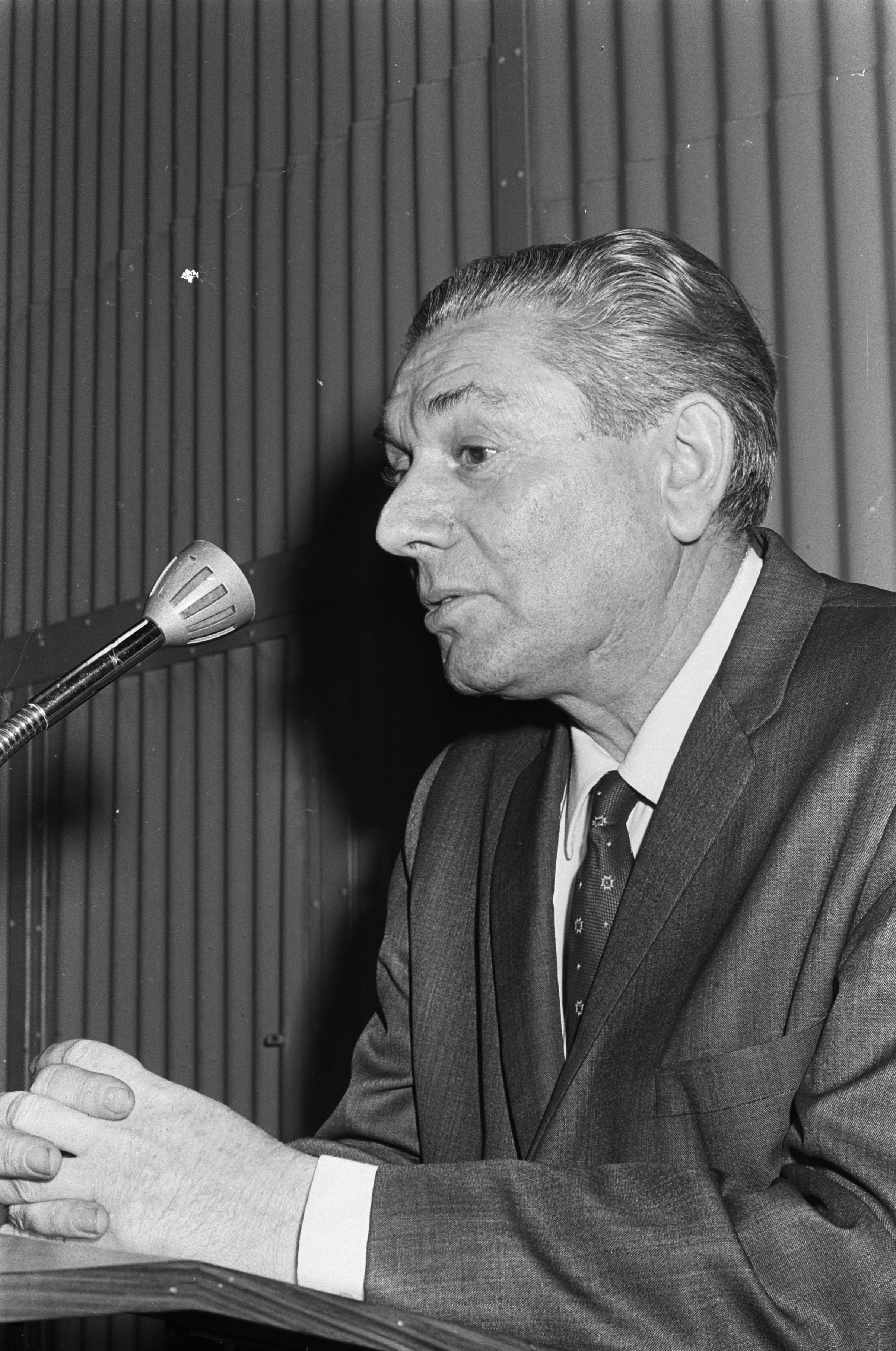
Symcha Flapan
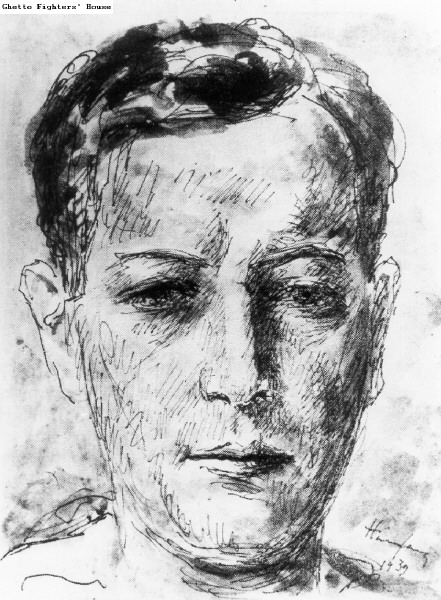
Ignacy Hirszfang - autoportrait
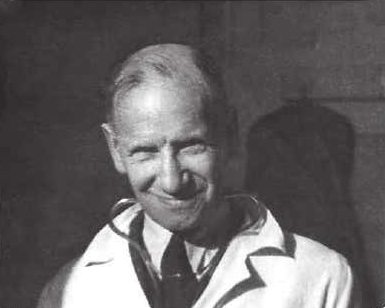
Dr Marceli Landsberg
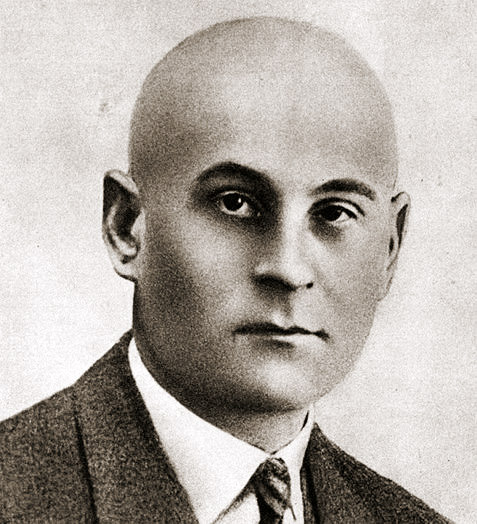
Józef Łokietek
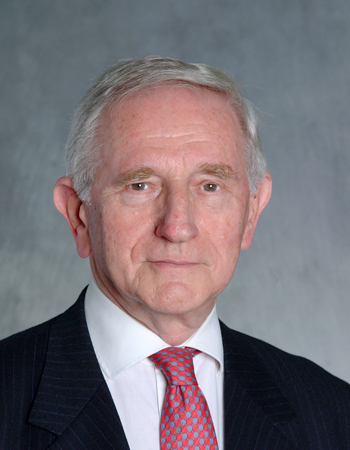
Michael Sela
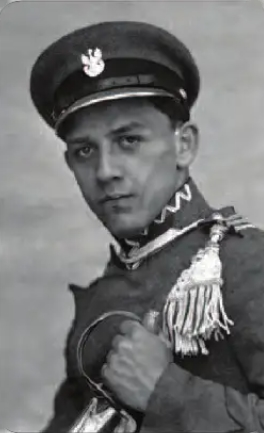
Henryk Steinman
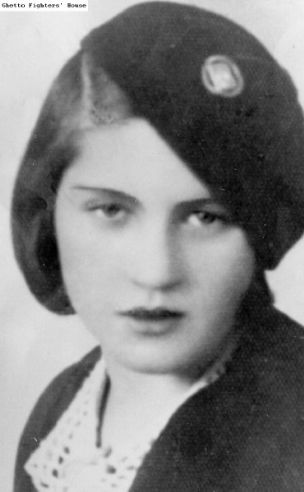
Feiga Talman

## Évolution de la population juive
| Population juive à Tomaszów Mazowiecki, |                                   |                 |                      |
| Année                                   | Population de Tomaszów Mazowiecki | Nombre de Juifs | Pourcentage de Juifs |
| 1829                                    | 2 734                             | 787             | 28,8 %               |
| 1839                                    | 2 967                             | 961             | 32,4 %               |
| 1859                                    | 5 371                             | 2 035           | 37,9 %               |
| 1879                                    | ~ 12 000                          | 5 160           | ~ 43,0 %             |
| 1905                                    | 14 990                            | 7 405           | 49,4 %               |
| 1919                                    | ~ 33 600                          | ~ 11 500        | 34,2 %               |
| 1921                                    | 28 285                            | 10 070          | 35,6 %               |
| 1931                                    | 38 020                            | 10 994          | 38,8 %               |
| 1936                                    | 43 205                            | 11 555          | 26,7 %               |
| 1939                                    | 45 624                            | 11 892          | 26,0 %               |
| 1941                                    | -                                 | 15 032          | -                    |